# Samengedrukte zeeslang
De samengedrukte zeeslang (Hydrophis platurus) is een slang die behoort tot de familie koraalslangachtigen (Elapidae).

## Naam en indeling
De wetenschappelijke naam van de soort werd voor het eerst voorgesteld door Carl Linnaeus in 1766. Oorspronkelijk werd de wetenschappelijke naam Anguis platura gebruikt. De verouderde wetenschappelijke naam is Pelamis platura, deze wordt in de literatuur nog veel gebruikt. De later gebruikte naam Pelamis platurus wordt eveneens beschouwd als verouderd.
Een van de twee ondersoorten werd pas in 2017 voor het eerst wetenschappelijk beschreven en wordt in veel literatuur niet vermeld.

### Ondersoorten
De soort wordt verdeeld in twee ondersoorten die onderstaand zijn weergegeven, met de auteur en het verspreidingsgebied.
Het geslacht omvat de volgende soorten, met de auteur en het verspreidingsgebied.
| Naam                       | Auteur               | Verspreidingsgebied                 |
| -------------------------- | -------------------- | ----------------------------------- |
| Hydrophis platurus         | Linnaeus, 1766       | De rest van het verspreidingsgebied |
| Hydrophis platurus xanthos | Bessesen & Galbreath | Costa Rica                          |

## Uiterlijke kenmerken
De slang bereikt een lichaamslengte tot ongeveer 100 centimeter. De bovenzijde van het lichaam is geheel zwart tot donkerbruin van kleur terwijl de buikzijde een helder gele kleur heeft. Het lichaam is dun en afgeplat, de staart is sterk zijwaarts afgeplat. De staart is voornamelijk geel met zwarte vlekken of strepen. De kop is duidelijk te onderscheiden van het lichaam door de aanwezigheid van een insnoering. De kop is langwerpig en wat afgeplat. De slang heeft 49 tot 67 rijen schubben in de lengte op het midden van het lichaam en 264 tot 406 schubben aan de buikzijde. De buikschubben zijn relatief zeer klein.

## Levenswijze
De vrouwtjes zetten levende jongen af, dit zijn er twee tot zes per keer. De juvenielen hebben een lichaamslengte van 22 tot 26 centimeter. Op het menu staan voornamelijk vissen, die vanuit een hinderlaag worden buitgemaakt. De slang jaagt niet actief op prooien maar drijft aan de oppervlakte op plaatsen waar zeestromingen samenkomen. De zeeslang is giftig, het gif bevat neurotoxinen die gebruikt worden om prooien te verlammen. De slang wordt beschouwd als gevaarlijk voor mensen.

## Verspreiding en habitat

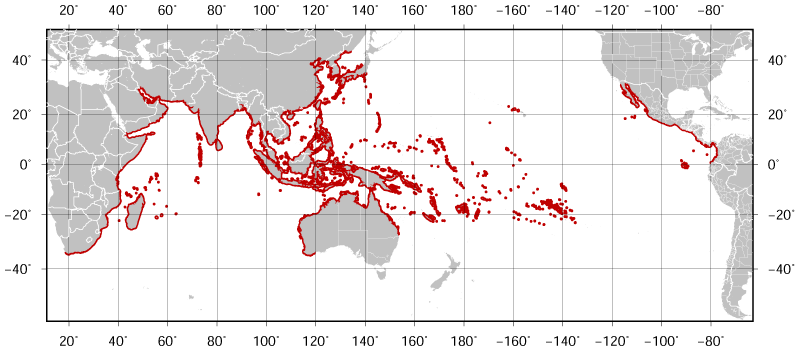
Verspreidingsgebied in het rood.

Rond de evenaar komt de slang wereldwijd voor, behalve in de Atlantische Oceaan. De soort is aangetroffen in delen van de zeeën, deelgebieden en landen Indische Oceaan, Golf van Thailand, Golf van Bengalen, Japanse Zee, Perzische Golf, Grote Oceaan, Zuid-Chinese Zee, Golf van Californië (India, Andamanen, Nicobaren, Sri Lanka, Japan, Bangladesh, Taiwan, Vietnam, Pakistan, Myanmar, Maldiven, Maleisië, Indonesië, Nieuw-Guinea, Filipijnen, Korea, Vanuatu, Fiji, Micronesië, Palau, Rusland, Madagaskar, Tanzania, Somalië, Namibië, Oman, Verenigde Arabische Emiraten, IranZuid-Afrika, Australië, Nieuw-Zeeland, Salomonseilanden, Nieuw-Caledonië, Nauru, Mexico, Guatemala, Honduras, El Salvador, Nicaragua, Costa Rica, Panama, Colombia, Ecuador, Galapagoseilanden, Peru, Chili). Mogelijk is de soort geïntroduceerd in het Caribisch Gebied. In de Verenigde Staten wordt de soort soms aangetroffen in Californië tijdens het El Niño-seizoen.
De habitat bestaat uit ondiepe kustgebieden, vooral wat betreft de jongere dieren. De volwassen exemplaren komen echter ook op open zee voor, als enige van alle zeeslangen. Alle andere soorten zijn alleen langs de kust te vinden in ondiepe wateren. De soort is aangetroffen tot een diepte van ongeveer 10 meter onder het zee-oppervlak.

## Beschermingsstatus
Door de internationale natuurbeschermingsorganisatie IUCN is de beschermingsstatus 'veilig' toegewezen (Least Concern of LC).